# Искусственный мочевой пузырь
Искусственный мочевой пузырь — искусственный мочевыводящий орган. Два основных метода замены функции мочевого пузыря — перенаправление потока мочи или замена резервуара мочевого пузыря.

## Разработка
30 января 1999 года ученые объявили, что выращенный в лаборатории мочевой пузырь был успешно пересажен собакам. Эти искусственные мочевые пузыри хорошо работали у собак почти год. В 2000 году была разработана новая процедура создания искусственного мочевого пузыря для человека. Эта процедура называется процедурой ортотопического новообразования. Эта процедура включает в себя формирование части (обычно от 35 до 40 дюймов) тонкой кишки пациента для формирования нового мочевого пузыря; однако, эти мочевые пузыри, сделанные из кишечных тканей, имели побочные эффекты.
В 2006 году в The Lancet появилась первая публикация экспериментальной трансплантации биоинженерных мочевых пузырей. В исследовании приняли участие семь человек с расщелиной позвоночника в возрасте от четырех до девятнадцати лет, которые наблюдались в течение пяти лет после операции, чтобы определить долгосрочные последствия. Мочевые пузыри были подготовлены и испытаны группой биологов из Медицинской школы Университета Уэйк Форест и Бостонской детской больницы под руководством профессора Энтони Атала.

## Преимущества
Биоинженерные органы, которые полагаются на собственные клетки пациента, не подлежат отторжению трансплантата, в отличие от донорских органов человека или животных.
Текущий стандарт для восстановления поврежденного мочевого пузыря предусматривает частичную или полную замену с использованием ткани из тонкой кишки.